# 2020年新北市ヘリコプター墜落事故
2020年新北市ヘリコプター墜落事故（2020ねんしんほくしヘリコプターついらくじこ、英：2020 New Taipei helicopter crash、中：2020年中華民國空軍UH-60M黑鷹直升機墜毀事故）は、2020年1月2日に中華民国空軍のUH-60 ブラックホークが台湾・空軍松山基地から東澳嶺レーダー基地へ向かって飛行中に新北市烏来区の山中に墜落、搭乗していた13人のうち8人が死亡した事故である。
死者の中には国防部参謀総長の沈一鳴も含まれていた。

## 事故

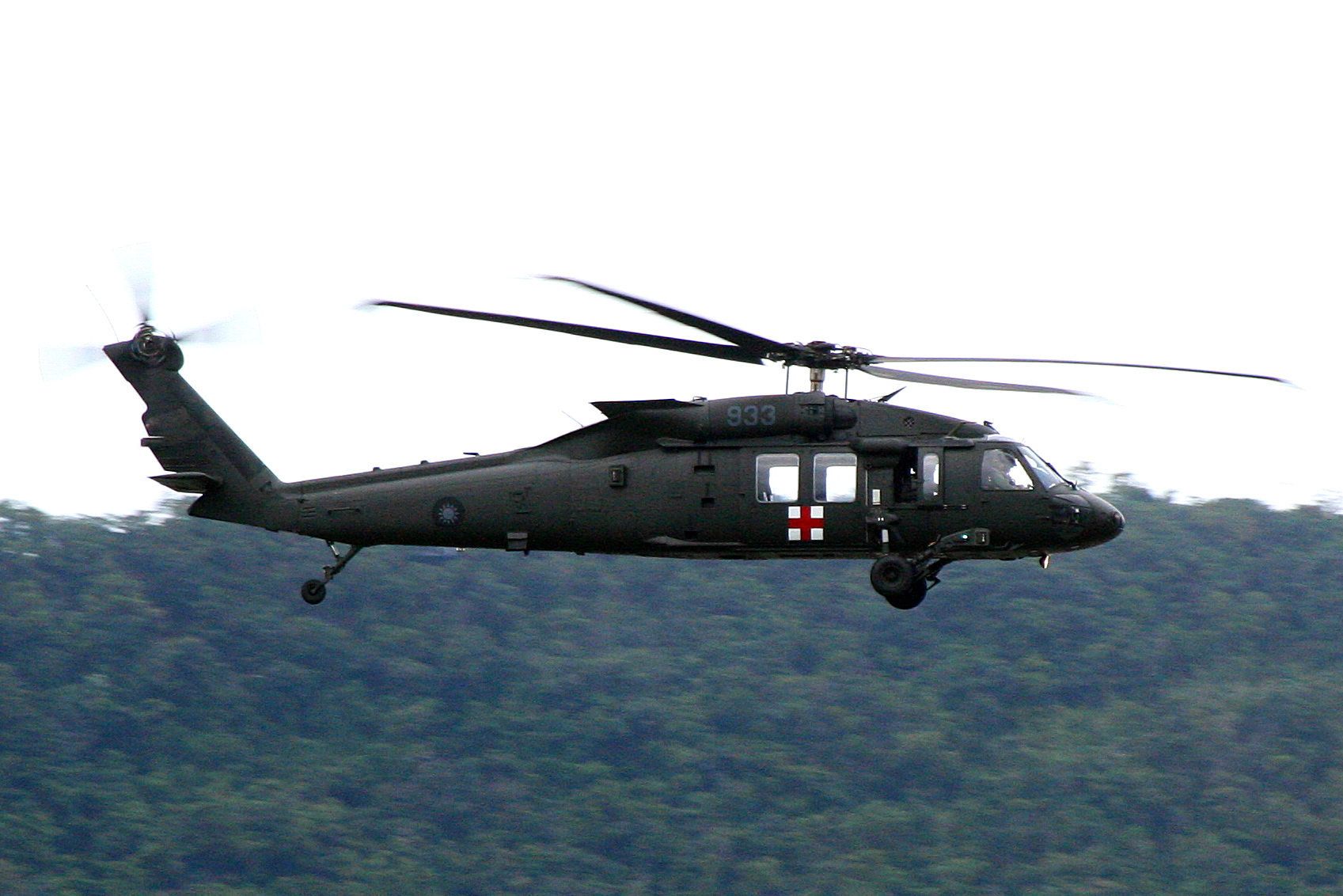
2018年に撮影された事故機

2020年1月2日、中華民国空軍救護隊のUH-60M ブラックホーク（機体記号933）は、旧正月前の挨拶のために、沈一鳴ら13人を乗せて台北市松山区松山空軍基地から宜蘭県蘇澳鎮東澳嶺レーダー基地へ向かって飛行していた。しかし、松山空軍基地離陸13分後の台湾標準時午前8時7分に新北市烏来区に位置する烘爐地山の桶後渓渓谷へ墜落し、松山空軍基地のレーダーから機影が消失した。午前9時2分、宜蘭県消防局・新北市政府消防局・基隆市消防局の災害救助チームが直ちに救助に派遣された。午前9時17分、国防部は捜索作戦を支援するため、内政部空中勤務総隊及び特別捜索救助隊を派遣するよう要求した。午前10時50分、国防部は最初の記者会見を開き、UH-60 ブラックホークが墜落したことを発表した。午後1時30分、最初の救助隊が被救助者と接触した。午後1時55分、国防省は2回目の記者会見を開き、搭乗していた13人のうち5人が救助され8人が死亡したことを発表した。

## 乗員

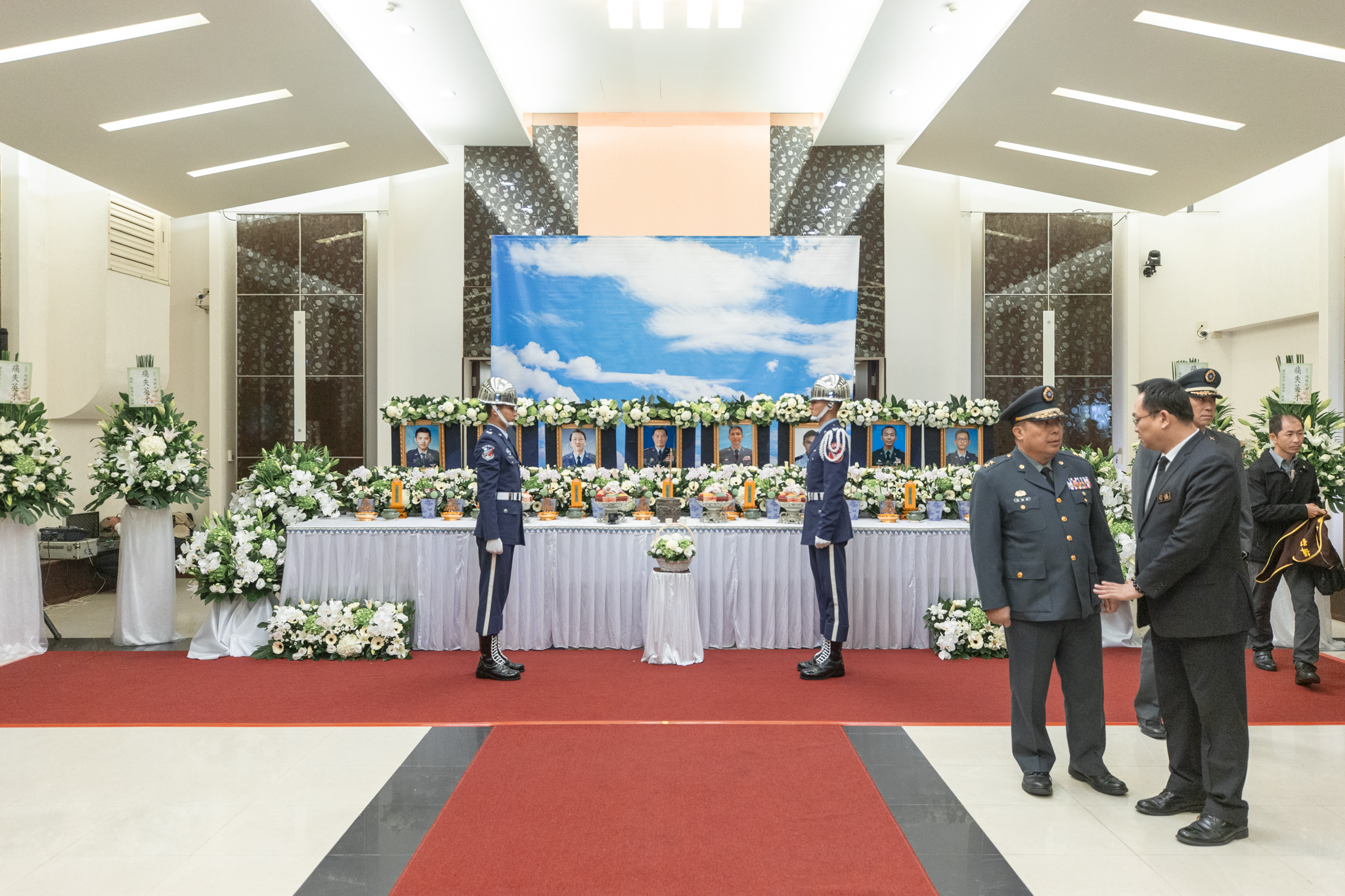
三軍総合病院内に設置された霊堂及び犠牲者の遺影

事故機には以下の13人が搭乗しており、うち5人が生存、8人が死亡した。
| 名前   | 階級             | 職務                                                 | 状態   | 備考                                         |        |
| 乗務員 | 乗務員           | 乗務員                                               | 乗務員 | 乗務員                                       | 乗務員 |
| ------ | ---------------- | ---------------------------------------------------- | ------ | -------------------------------------------- | ------ |
| 葉建儀 | 空軍中佐         | 操縦士・空軍第四戦術戦闘機航空団救護隊分隊長         | 死亡   | 空軍大佐贈位。干城甲種二等勲章を叙勲。       |        |
| 劉鎮富 | 空軍大尉         | 副操縦士・空軍第四戦術戦闘機航空団救護隊飛行官       | 死亡   | 空軍少佐贈位。干城乙種二等勲章を叙勲。       |        |
| 許鴻彬 | 空軍二等士官長   | 機関長・空軍第四戦術戦闘機航空団救護隊所属           | 死亡   | 空軍一等士官長贈位。干城乙種二等勲章を叙勲。 |        |
| 乗客   |                  |                                                      |        |                                              |        |
| 沈一鳴 | 空軍二級上将     | 国防部参謀本部参謀総長                               | 死亡   | 空軍一級上将贈位。青天白日勲章を叙勲。       |        |
| 于親文 | 空軍少将         | 国防部政治作戦局副局長                               | 死亡   | 空軍中将贈位。四等雲麾勲章を叙勲。           |        |
| 洪鴻鈞 | 陸軍少将         | 国防部参謀本部情報参謀次長室助理次長                 | 死亡   | 陸軍中将贈位。四等雲麾勳章を叙勲。           |        |
| 黃聖航 | 空軍少佐         | 国防部参謀本部参謀総長室副官兼参謀官                 | 死亡   | 空軍中佐贈位。干城甲種二等獎章を叙勲。       |        |
| 韓正宏 | 陸軍一等士官長   | 国防部参謀本部参謀総長室総士官長                     | 死亡   | 下士官最高階級。九等雲麾勳章を叙勲。         |        |
| 黃佑民 | 海軍中将         | 国防部参謀本部兵站参謀次長室次長                     | 生存   |                                              |        |
| 曹進平 | 空軍中将         | 国防部参謀本部通信電子情報参謀次長室次長             | 生存   |                                              |        |
| 劉孝堂 | 空軍少将         | 国防部参謀本部作戦及び計画参謀次長室防空戦部部長     | 生存   |                                              |        |
| 周欣頤 | 陸軍中佐         | 国防部参謀本部作戦及び計画参謀次長室連合作戦部参謀官 | 生存   |                                              |        |
| 陳映竹 | 陸軍上士（曹長） | 国防部軍事新聞通信社記者                             | 生存   |                                              |        |

## 調査
1月2日の記者会見で空軍司令官の熊厚基は、政府が事故の原因を調査するためのタスクフォースを設置したと述べた。翌日の1月3日、軍は墜落機のブラックボックスを発見し国家運輸安全調査委員会へ送った。ブラックボックス内の専用ハードウェアは製造元のシコルスキー・エアクラフトへ送られた。

## 余波

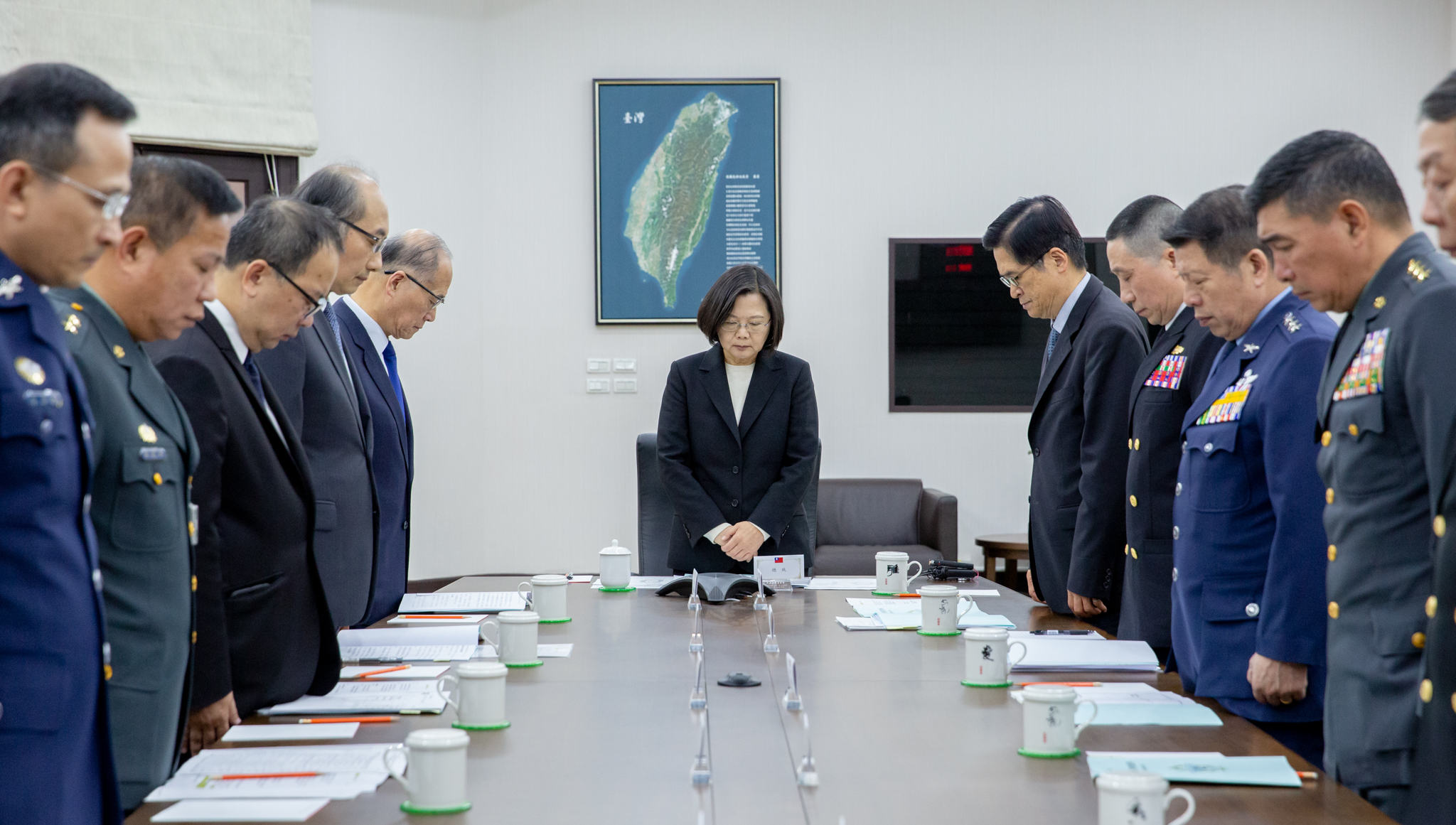
墜落事故翌日に行われた軍事会談において黙祷を捧げる国軍・政府の高官ら

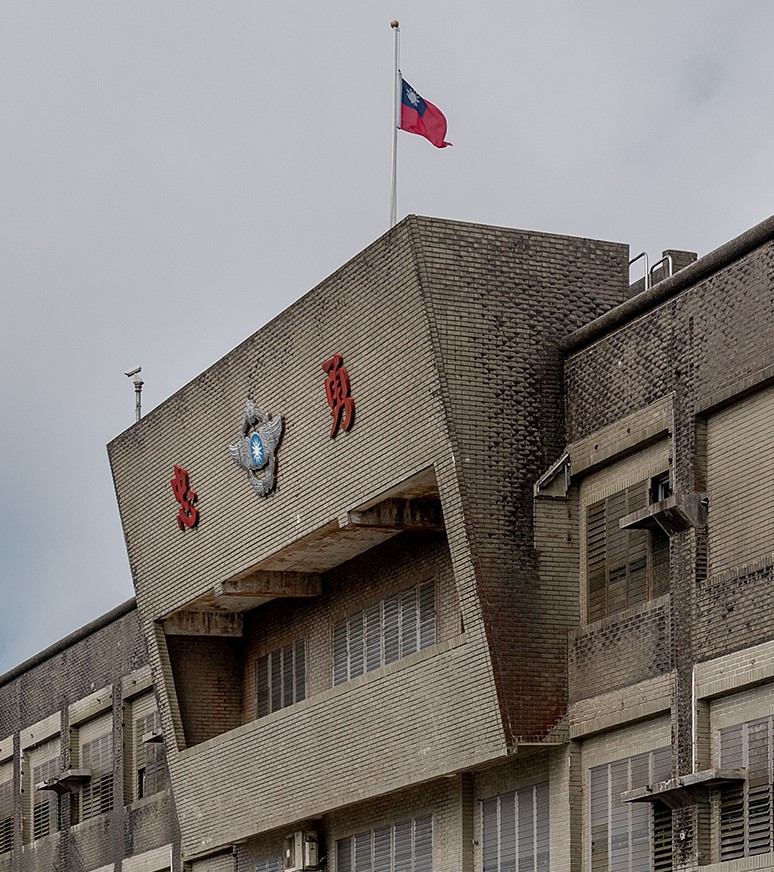
事故機の目的地であった東澳嶺レーダー基地に掲げられた半旗

### 半旗掲揚・選挙活動の一時停止
事故後の午後3時、中華民国総統及び三軍統帥である蔡英文は宜蘭金六結営区を訪れ、事故の捜索と救助の状況についての情報を入手し、救助及びその支援を行うための最大限の努力をするように関連部署へ指示を飛ばした。また、喪に服すため全ての国防軍部隊は半日間国旗及び軍旗を半旗とするように指示した。

事故は総統選挙及び立法委員選挙の9日前に発生した。選挙に向けて各党が選挙活動を行っていたが、事故を受け、民主進歩党の総統候補でもある蔡英文総統、中国国民党の総統候補・韓国瑜（高雄市長）、親民党の総統候補・宋楚瑜（親民党主席）らはそれぞれ2 - 3日間の選挙活動の自粛を発表した。

## 追悼式典

### 追思
蔡英文総統は事故で犠牲となった8人の追思（追悼）の場として台北賓館を1月4日と5日に一般公開することを決定し、その後国民の公開期間延長要望に応え公開期間を1月7日まで延長した。

### 移棺

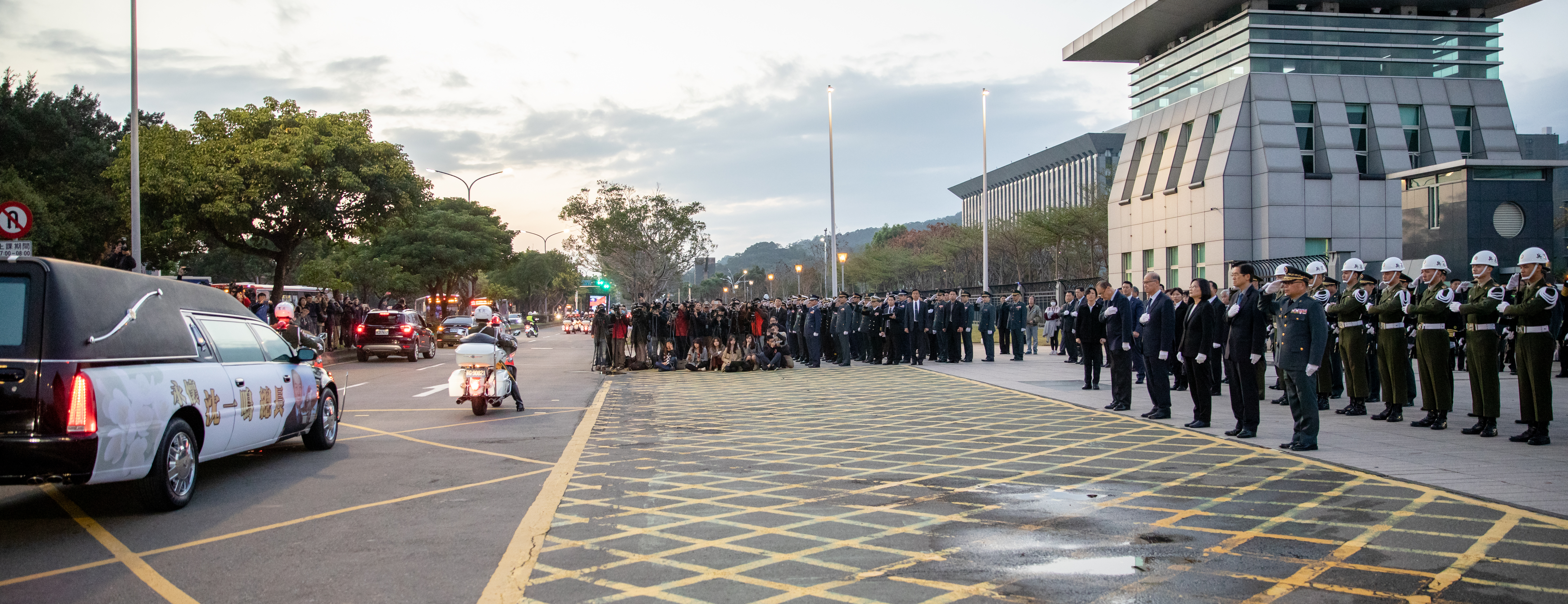
1月13日、犠牲者の移棺式が行われ、棺を乗せた霊柩車が国防部正門前の北安路を通過していく

1月13日、国防部は三軍総合病院より成功路二段・三段、文徳路、内湖路一段、北安路、国防部 (30秒停車)、国防部空軍司令部、国防部海軍司令部、中山北路、民族東路、復興北路、民権東路を経て松山空軍基地へ向かう移棺式を行った。
車列が国防部前に到着した際、蔡英文総統は国防部部長厳徳発、国家安全会議秘書長李大維、国軍退除役官兵輔導委員会主任委員馮世寛やその他国防部全将校を率いて車列を迎え犠牲者に別れを告げた。

### 葬儀

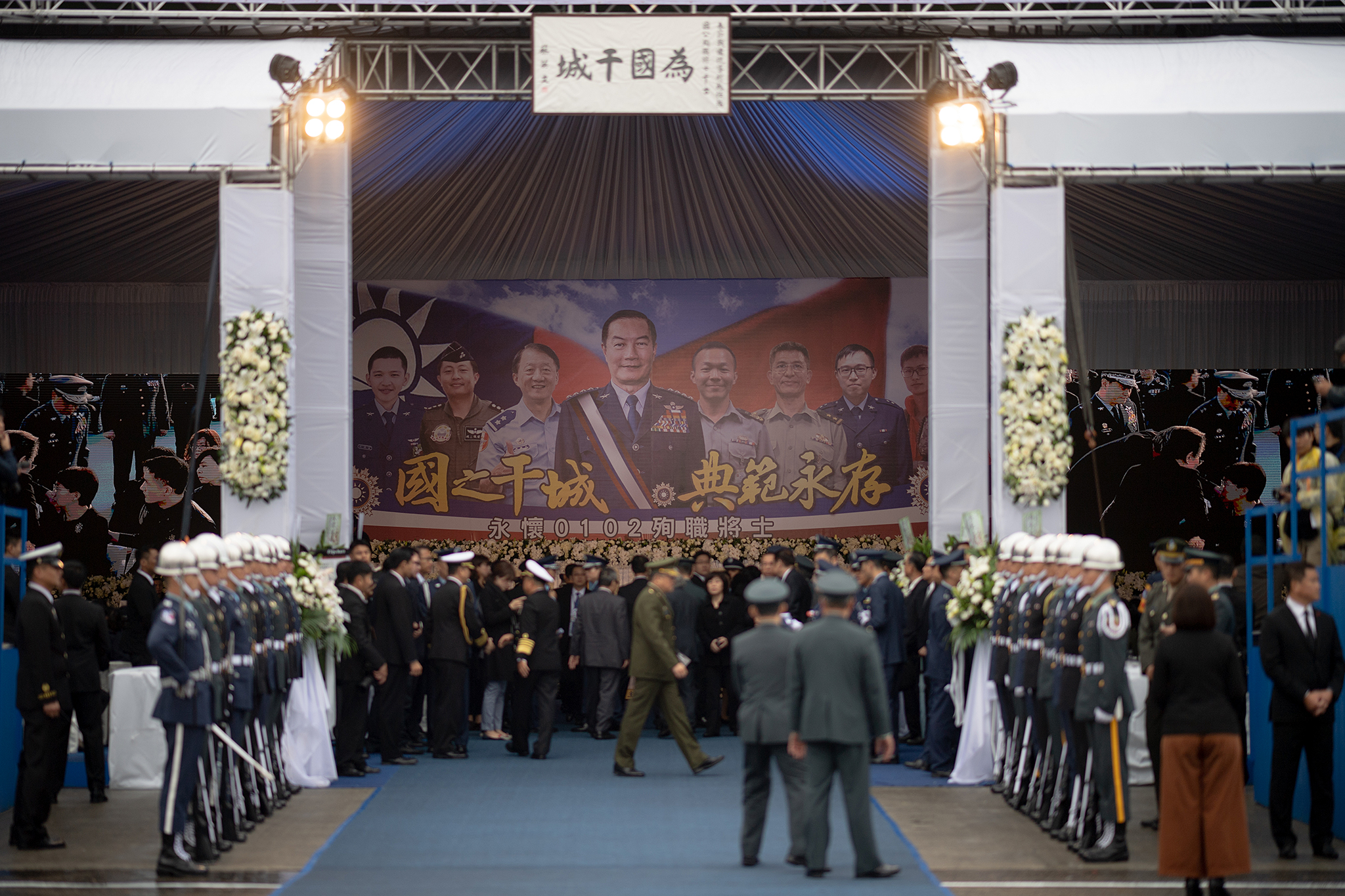
1月14日、松山空軍基地で行われた「英勇殉職将士連合公奠」

1月14日、国防部は空軍の松山基地司令部で和同葬儀「英勇殉職将士連合公奠」を行った。葬儀は蔡英文総統の主催により、贈位・叙勲、回顧映画の再生、公開式典、旗の受け取りと贈与、弔砲などの儀式が執り行われ、儀式終了後にUH-60 ブラックホークとミラージュ2000数機が犠牲者への敬意を表すため「追思致敬」隊形で編隊飛行を行った。葬儀には蔡英文総統、陳建仁副総統、蘇貞昌行政院長、馬英九元総統、呉敦義元副総統（国民党主席）など国内の高官や元国防部長、元参謀総長、多数の引退した将軍に加え、ニカラグア駐台大使、グアテマラ駐台大使、パラグアイ駐台大使、ホンジュラス駐台大使、ウィリアム・ブレント・クリステンセン米国在台湾協会台北事務所長、泉裕泰日本台湾交流協会台北事務所長、ジャン・フランソワ・カサボンヌ・メゾナーヴ（Jean-François Casabonne-Masonnave）フランス在台協会主任、姜永勲駐台北韓国代表部代表、ウォン・ウィークエン（Simon Wong Wie Kuen）シンガポール駐台北貿易事務所代表など外国公館長、そしてアメリカ空軍准将マシュー・C・アイスラー（Matthew C. Isler、アメリカ国防総省空軍省国際副次官補・地域局長）、陸上自衛隊元陸将補渡邊金三 (日本台湾交流協会台湾を巡る安全保障情勢等に係る調査等担当主任)、大韓民国国軍大佐金明珍 (駐台北韓国代表部武官)、シンガポール軍星光部隊司令官張進才などの外国軍人が参加した。

葬儀後、沈一鳴・黄聖航・韓正宏は五指山の国軍示範公墓へ、于親文、葉建儀、劉鎮富、許鴻彬は碧潭の空軍烈士公墓へそれぞれ埋葬された。

### 追悼

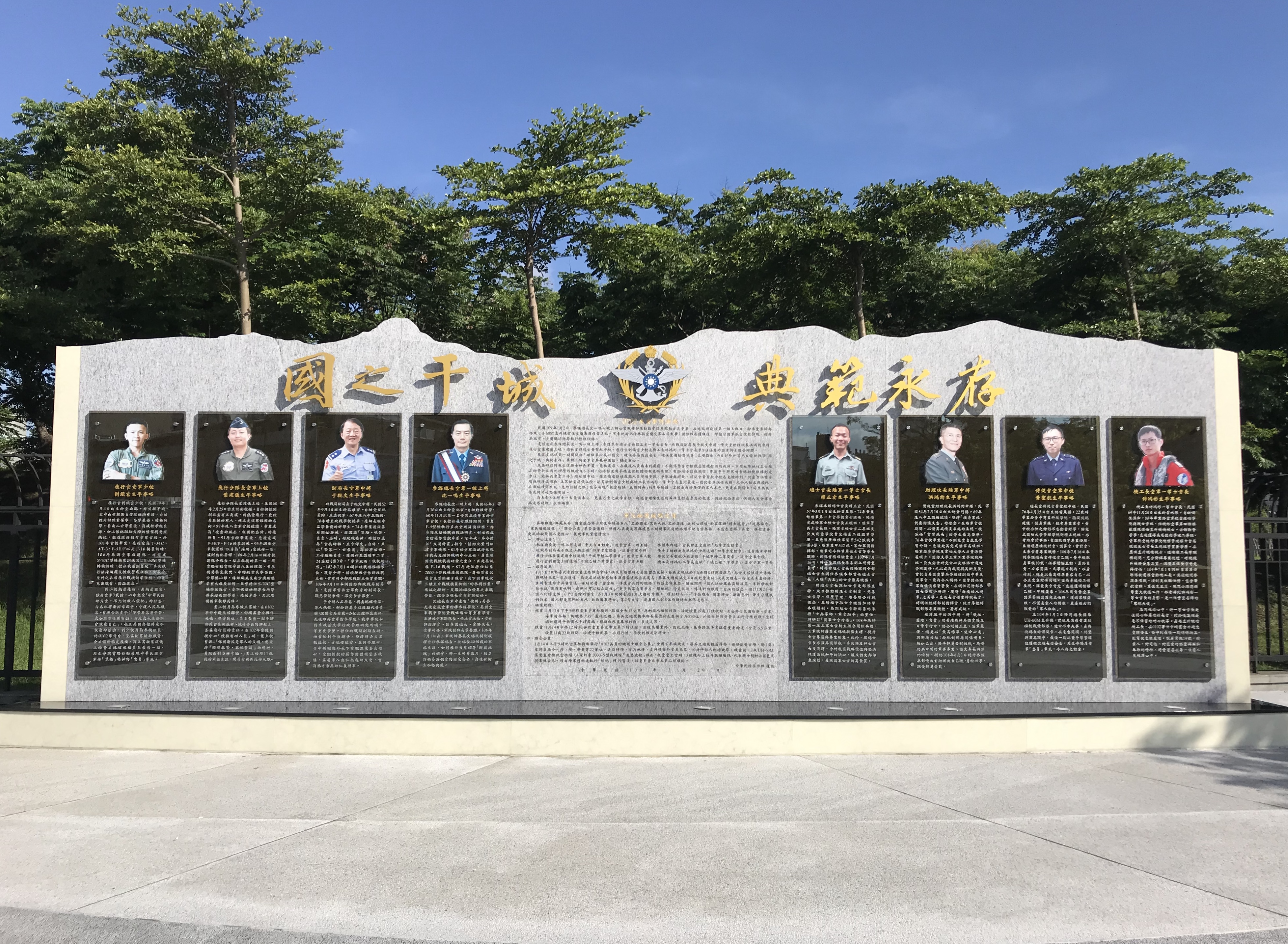
0102殉職将士紀念専区の記念碑（2020年6月）

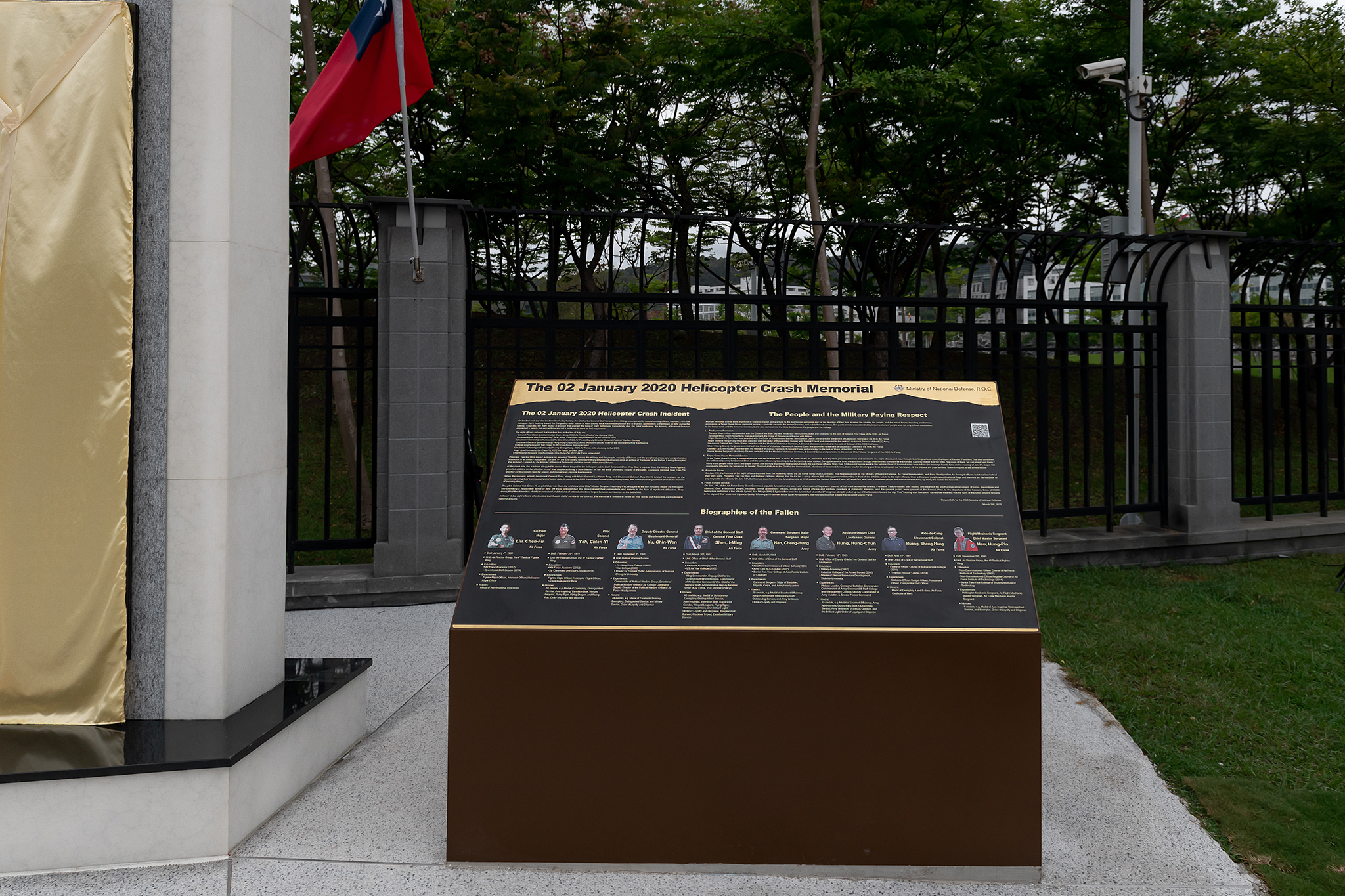
0102殉職将士紀念専区の英語記念碑（2020年3月）

2020年3月29日、国防部は殉職者8名を追悼する「0102殉職将士紀念専区」の落成式典を開き、総統の蔡英文も参列した。

## 他国の反応

### アメリカ合衆国
事故後、アメリカ統合参謀本部議長のマーク・A・ミリー陸軍大将が「アメリカ軍の男女官兵を代表して、ヘリコプター事故で沈将軍と他7人を失った悲しみについて、台湾軍に哀悼の意を表明する。」と声明を発表した。また、米国在台湾協会は「アメリカ合衆国を代表して、犠牲者の家族、同胞、関係団体に心から哀悼の意を表したい。」、「この問題についていつでも台湾を支援する用意がある。」と述べたほか、翌日に台北事務所内湖庁舎で星条旗を半旗として掲揚した。

### 日本
日本台湾交流協会は「沈一鳴参謀総長を含む8人が任務を遂行し殉職したことに深いショックを受け嘆き悲しんでいる。」、「犠牲者の冥福を祈り、生存者と同僚に深い哀悼の意を表し、生存者がすぐに肉体的および精神的に回復することを願っている。」と述べた。

### その他の国
オーストラリア在台事務所、ドイツ在台協会、イギリス在台事務所、ポーランド在台事務所などの駐台外交機関、ハイチ大統領ジョブネル・モイーズやパラグアイ国防大臣ベルナルディーノ・ソト・エスティガリビア、セントクリストファー・ネイビス外務大臣マーク・ブラントレーなどの外国政府高官らがFacebookやTwitterで哀悼の意を表明した。

## 関連事故
2020年4月7日、高雄市の高雄国際空港で内政部空中勤務総隊所属の防災ヘリAS365 N型が訓練中に落下、乗員5名に怪我はなかった。
2020年5月6日、中華民国陸軍航空特戦指揮部が帰仁軽航基地（台南市帰仁区）でOH-58 カイオワの訓練飛行中に墜落。教官と訓練生の2名は生命に別条はなかったものの搬送先の医療機関で診察を受けた。調査を開始した軍は原因が判明するまでヘリを用いた訓練を中止した。